# 29e cérémonie des Saturn Awards
 (janvier 2022).
La 29e cérémonie des Saturn Awards, récompensant les films, séries télévisées et téléfilms sortis en 2002 et les professionnels s'étant distingués cette année-là, s'est tenue le 18 mai 2003.

## Palmarès
Les lauréats sont indiqués ci-dessous en premier de chaque catégorie et en gras.

### Cinéma

#### Meilleur film de science-fiction
- Minority Report
  - Men in Black 2 (Men in Black II)
  - Signes (Signs)
  - Solaris
  - Star Trek : Nemesis (Star Trek: Nemesis)
  - Star Wars, épisode II : L'Attaque des clones (Star Wars, Episode II: Attack of the Clones)

#### Meilleur film fantastique
- Le Seigneur des anneaux : Les Deux Tours (The Lord of the Rings: The Two Towers)
  - Harry Potter et la Chambre des secrets (Harry Potter and the Chamber of Secrets)
  - Hyper Noël (The Santa Clause 2)
  - Le Règne du feu (Reign of Fire)
  - Le Roi Scorpion (The Scorpion King)
  - Spider-Man

#### Meilleur film d'horreur
- Le Cercle (The Ring)
  - Arac Attack, les monstres à huit pattes (Eight Legged Freaks)
  - Blade 2 (Blade II)
  - Emprise (Frailty)
  - La Reine des damnés (Queen of the Damned)
  - Resident Evil

#### Meilleur film d'action / aventures / thriller
- Les Sentiers de la perdition (Road To Perdition)
  - Dragon rouge (Red Dragon)
  - La Mémoire dans la peau (The Bourne Identity)
  - Meurs un autre jour (Die Another Day)
  - Photo Obsession (One Hour Photo)
  - xXx

#### Meilleur film d'animation
- Le Voyage de Chihiro (千と千尋の神隠し, Sen to Chihiro no Kamikakushi)
  - L'Âge de glace (Ice Age)
  - Lilo et Stitch (Lilo & Stitch)
  - La Planète au trésor, un nouvel univers (Treasure Planet)

#### Meilleure réalisation
- Steven Spielberg pour Minority Report
  - Bill Paxton pour Emprise
  - Chris Columbus pour Harry Potter et la Chambre des secrets
  - Peter Jackson pour Le Seigneur des anneaux : Les Deux Tours
  - Sam Raimi pour Spider-Man
  - George Lucas pour Star Wars, épisode II : L'Attaque des clones

#### Meilleur acteur
- Robin Williams pour le rôle de Sy Parrish dans Photo Obsession (One Hour Photo)
  - Pierce Brosnan pour le rôle de James Bond dans Meurs un autre jour
  - Viggo Mortensen pour le rôle d'Aragorn dans Le Seigneur des anneaux : Les Deux Tours
  - Tom Cruise pour le rôle de John Anderton dans Minority Report
  - George Clooney pour le rôle de Chris Kelvin dans Solaris
  - Tobey Maguire pour le rôle de Spider-Man dans Spider-Man

#### Meilleure actrice
- Naomi Watts pour le rôle de Rachel Keller dans Le Cercle (The Ring)
  - Kirsten Dunst pour le rôle de Mary Jane Watson dans Spider-Man
  - Jodie Foster pour le rôle de Meg Altman dans Panic Room
  - Milla Jovovich pour le rôle d'Alice Abernathy dans Resident Evil
  - Natascha McElhone pour le rôle de Rheya dans Solaris
  - Natalie Portman pour le rôle de Padmé Amidala dans Star Wars, épisode II : L'Attaque des clones

#### Meilleur acteur dans un second rôle
- Andy Serkis pour le rôle de Gollum dans Le Seigneur des anneaux : Les Deux Tours
  - Toby Stephens pour le rôle de Gustav Graves dans Meurs un autre jour
  - Robin Williams pour le rôle de Walter Finch dans Insomnia
  - Max von Sydow pour le rôle de Lamar Burgess dans Minority Report
  - Ralph Fiennes pour le rôle de Francis Dolarhyde dans Dragon rouge
  - Tom Hardy pour le rôle du préteur Shinzon dans Star Trek : Nemesis

#### Meilleure actrice dans un second rôle
- Samantha Morton pour le rôle d'Agatha dans Minority Report
  - Halle Berry pour le rôle de Giacinta « Jinx » Johnson dans Meurs un autre jour
  - Connie Nielsen pour le rôle de Nina Yorkin dans Photo Obsession (One Hour Photo)
  - Emily Watson pour le rôle de Reba McClane dans Dragon rouge
  - Rachel Roberts pour le rôle de Simone dans S1m0ne
  - Sissy Spacek pour le rôle de Mae Tuck dans Tuck Everlasting

#### Meilleur(e) jeune acteur ou actrice
- Tyler Hoechlin pour Les Sentiers de la perdition
  - Jeremy Sumpter pour Emprise
  - Daniel Radcliffe pour Harry Potter et la Chambre des secrets
  - Elijah Wood pour Le Seigneur des anneaux : Les Deux Tours
  - Hayden Christensen pour Star Wars, épisode II : L'Attaque des clones
  - Alexis Bledel pour Tuck Everlasting

#### Meilleur scénario
- Scott Frank et Jon Cohen pour Minority Report
  - Brent Hanley pour Emprise
  - Hillary Seitz pour Insomnia
  - Fran Walsh, Philippa Boyens, Stephen Sinclair et Peter Jackson pour Le Seigneur des anneaux : Les Deux Tours
  - Mark Romanek pour Photo Obsession (One Hour Photo)
  - Hayao Miyazaki (ainsi que Cindy Davis Hewitt et Donald H. Hewitt pour la version anglophone) pour Le Voyage de Chihiro

#### Meilleure musique
- Danny Elfman pour Spider-Man
  - Howard Shore pour Le Seigneur des anneaux : Les Deux Tours
  - John Williams pour Minority Report
  - Reinhold Heil et Johnny Klimek pour Photo Obsession (One Hour Photo)
  - Joe Hisaishi pour Le Voyage de Chihiro
  - John Williams pour Star Wars, épisode II : L'Attaque des clones

#### Meilleurs costumes
- Ngila Dickson et Richard Taylor pour Le Seigneur des anneaux : Les Deux Tours et Trisha Biggar pour Star Wars, épisode II : L'Attaque des clones - ex æquo
  - Deena Appel pour Austin Powers dans Goldmember
  - Lindy Hemming pour Harry Potter et la Chambre des secrets
  - Deborah Lynn Scott pour Minority Report
  - Bob Ringwood pour Star Trek : Nemesis

#### Meilleur maquillage
- Le Seigneur des anneaux : Les Deux Tours – Peter Owen et Peter King
  - Blade 2 – Michelle Taylor, Gary Matanky, Bob Newton et Mark Boley
  - Le Cercle (The Ring) – Rick Baker, Jean Ann Black et Bill Sturgeon
  - Harry Potter et la Chambre des secrets – Nick Dudman et Amanda Knight
  - Minority Report – Michèle Burke et Camille Calvet
  - Star Trek : Nemesis – Michael Westmore

#### Meilleurs effets spéciaux
- Rob Coleman, Pablo Helman, John Knoll et Ben Snow pour Star Wars, épisode II : L'Attaque des clones
  - Jim Mitchell, Nick Davis, John Richardson et Bill George pour Harry Potter et la Chambre des secrets
  - Jim Rygiel, Joe Letteri, Randall William Cook et Alex Funke pour Le Seigneur des anneaux : Les Deux Tours
  - Scott Farrar, Henry LaBounta, Michael Lantieri et Nathan McGuinness pour Minority Report
  - John Dykstra, Scott Stokdyk, Anthony LaMolinara et John Frazier pour Spider-Man
  - Joel Hynek, Matthew E. Butler, Sean Andrew Faden, John Frazier pour xXx

### Télévision

#### Meilleure série diffusée sur les réseaux nationaux
- Alias
  - Angel
  - Buffy contre les vampires (Buffy the Vampire Slayer)
  - Star Trek: Enterprise
  - Smallville
  - La Treizième Dimension (The Twilight Zone)

#### Meilleure série diffusée sur le câble ou en syndication
- Farscape
  - Andromeda (Gene Roddenberry's Andromeda)
  - Dead Zone (The Dead Zone)
  - Jeremiah
  - Mutant X
  - Stargate SG-1

#### Meilleur téléfilm, mini-série ou programme spécial
- Disparition (Taken)
  - Dinotopia
  - Rose Red
  - Carrie
  - L'Autre Côté du rêve (Lathe of Heaven)
  - La Reine des neiges (Snow Queen)

#### Meilleur acteur
- David Boreanaz pour le rôle d'Angel dans Angel
  - Anthony Michael Hall pour le rôle de Johnny Smith dans Dead Zone
  - Scott Bakula pour le rôle de Jonathan Archer dans Star Trek: Enterprise
  - Ben Browder pour le rôle de John Crichton dans Farscape
  - Tom Welling pour le rôle de Clark Kent dans Smallville
  - Richard Dean Anderson pour le rôle de Jack O'Neill dans Stargate SG-1

#### Meilleure actrice
- Jennifer Garner pour le rôle de Sydney Bristow dans Alias
  - Charisma Carpenter pour le rôle de Cordelia Chase dans Angel
  - Sarah Michelle Gellar pour le rôle de Buffy Summers dans Buffy contre les vampires
  - Claudia Black pour le rôle d'Aeryn Sun dans Farscape
  - Kristin Kreuk pour le rôle de Lana Lang dans Smallville
  - Emily Bergl pour le rôle de Lisa Clarke dans Disparition

#### Meilleur acteur dans un second rôle
- Victor Garber pour le rôle de Jack Bristow dans Alias
  - Alexis Denisof pour le rôle de Wesley Wyndam-Pryce dans Angel
  - James Marsters pour le rôle de Spike dans Buffy contre les vampires
  - Connor Trinneer pour le rôle de Charles Tucker III dans Star Trek: Enterprise
  - John Glover pour le rôle de Lionel Luthor dans Smallville
  - Michael Rosenbaum pour le rôle de Lex Luthor dans Smallville

#### Meilleure actrice dans un second rôle
- Alyson Hannigan pour le rôle de Willow Rosenberg dans Buffy contre les vampires
  - Amy Acker pour le rôle de Winifred Burkle dans Angel
  - Michelle Trachtenberg pour le rôle de Dawn Summers dans Buffy contre les vampires
  - Jolene Blalock pour le rôle de T'Pol dans Star Trek: Enterprise
  - Heather Donahue pour le rôle de Mary Crawford dans Disparition
  - Dakota Fanning pour le rôle d'Allie Keys-Clarke dans Disparition

### DVD

#### Meilleure édition DVD
- Dog Soldiers
  - Dagon
  - Le Bossu de Notre-Dame 2 : Le Secret de Quasimodo (The Hunchback of Notre Dame II)
  - Metropolis (メトロポリス, Metoroporisu)
  - Le Sang du frère (My Brother's Keeper)
  - Vampires 2 : Adieu vampires (Vampires: Los Muertos)

#### Meilleure édition spéciale DVD
- Le Seigneur des anneaux : La Communauté de l'anneau (The Lord of the Rings: The Fellowship of the Ring)
  - A.I. Intelligence artificielle (Artificial Intelligence: A.I.)
  - Memento
  - Monstres et Cie (Monsters, Inc.)
  - Star Wars, épisode II : L'Attaque des clones (Star Wars, Episode II: Attack of the Clones)
  - Minority Report

#### Meilleure édition spéciale DVD d'un classique
- E.T. l'extra-terrestre (E.T. the Extra-Terrestrial)
  - Trilogie Retour vers le futur (Retour vers le futur (Back to the Future), Retour vers le futur 2 (Back to the Future Part II) et Retour vers le futur 3 (Back to the Future Part III))
  - La Belle et la Bête (Beauty and the Beast)
  - La Grande Course autour du monde (The Great Race)
  - Aux frontières de l'aube (Near Dark)
  - Star Trek 2 : La Colère de Khan (Star Trek II: The Wrath of Khan)

#### Meilleure édition DVD d'un programme télévisé
- Star Trek : La Nouvelle Génération (Star Trek: The Next Generation) (saisons 1 à 7)
  - Babylon 5 (saison 1)
  - Buffy contre les vampires (Buffy the Vampire Slayer) (saisons 1 et 2)
  - Highlander (saison 1)
  - Au-delà du réel : L'aventure continue (The Outer Limits)
  - X-Files : Aux frontières du réel (The X-Files) (saisons 5 et 6)

### Prix spéciaux

#### Special Award
- Bob et Harvey Weinstein

#### Filmmaker's Showcase Award
- Bill Paxton

#### Life Career Award
- Sid et Marty Krofft
- Kurt Russell

#### President's Memorial Award
- James Cameron

#### Cinescape Genre Face of the Future Award
Prix Cinescape masculin du futur
- Hulk – Eric Bana
- Shawn Ashmore